# Ville-d'Avray

Ville-d'Avray este o comună în departamentul Hauts-de-Seine, Franța. În 2009 avea o populație de 10,717 de locuitori.